# Cis arbustensis
Cis arbustensis es una especie de coleóptero de la familia Ciidae.

## Distribución geográfica
Habita en Rapa.